# Nijverheidsrevolutie
De nijverheidsrevolutie (Engels: Industrious Revolution) was een sociale en economische omwenteling tussen 1600 en 1800 waarbij families in Noordwest-Europa (met name Groot-Brittannië en Nederland) zich gingen richten op het verdienen van loon in plaats van het produceren van goederen voor huishoudelijke consumptie. De revolutie werd gekenmerkt door een proces van commercialisering en specialisatie van productie.
De term werd voor het eerst gebruikt door de Japanse historicus Akira Hayami en werd geaccepteerd door andere historici om de aanloop naar de industriële revolutie te verklaren.